# Frances Brudenell
Lady Frances Brudenell, grevinna av Newburgh, född 1677, död 1735/36, var en irländsk adelsdam. Hon är känd som ledaren för ett tribadiskt sällskap för kvinnliga homosexuella i Dublin. 
Hon var dotter till Lord Francis Brudenell och Lady Frances Savile och gifte sig två gånger, först med Charles Livingston, 2nd Earl of Newburgh och sedan med Richard Bellew, 3rd Baron Bellew of Duleek, med vilka hon fick flera barn.
Frances Brudenell var bisexuell och ledde under 1730-talet en klubb för tribadism, lesbisk kärlek, i Dublins societetskretsar, där Lady Allen ska ha varit hennes huvudsakliga partner. År 1732 blev hon stämd av William King, som påstod att hon var skyldig honom tusentals pund. King förlorade målet, och som hämnd skrev han satiren "The Toast", där han beskrev henne som en "promiskuös bisexuell häxa" med kodnamnet Myra, ett verk som anses notabelt på grund av den tidiga användningen av ordet lesbisk. 